# الفرح (فلم 1999)
الفرح هو فيلمٌ مصريٌ أُنتج عام 1999.
هذا الفيلم هو آخر فيلم تمثله مديحة يسري. وكذلك آخر فيلم تمثل فيه ليلى فهمي.

## قصة الفيلم
منصور (حسن حسني) ضابطٌ عمل في الجيش، ثم في المصانع الحربية، وسُيقام حفل زواج لابنته غادة على ابن عمها نور.

## وصلات خارجية
- مقالات تستعمل روابط فنية بلا صلة مع ويكي بيانات
- الفرح على موقع كاروهات

## مصدر
صفحة الفيلم على موقع قاعدة بيانات الأفلام العربية.

## هوامش
1. ↑  تعرف على"سمراء الشاشة"مديحة يسري نسخة محفوظة 2020-04-16 على موقع واي باك مشين.
2. ↑  صفحة ليلى فهمي عل السينما.كوم نسخة محفوظة 2021-10-20 على موقع واي باك مشين.